# 高梨澄頼
高梨 澄頼（たかなし すみより）は、戦国時代の武士。

## 略歴
延徳4年（1492年）、高梨氏の全盛期を築いた高梨政盛の子として誕生。元服の際には、家の慣例によって11代将軍・足利義澄より偏諱を受けて澄頼と名乗る。その後の永正10年（1513年）、父・政盛の死去に伴い家督を継いだ。
高梨氏は隣国の越後国守護代を務める長尾氏と古くから縁戚関係があったが、政盛の死後まもなく長尾為景と守護・上杉定実との対立が激化する。近隣の信濃島津氏の島津貞忠や井上氏・須田氏などが上杉方に与する中、澄頼は長尾方に味方したため孤立し、さらに善光寺平を北上しつつあった信濃村上氏の圧迫を受け、その勢力は減退した。
上杉定実を抑えた長尾為景の援助の下、高梨氏が勢力を回復するのは大永4年（1524年）のことであり、そのときの高梨氏の当主は澄頼の子・政頼となっている。